# Buckow (Märkische Schweiz)
Buckow (Märkische Schweiz) (pol. hist. Buków) – miasto uzdrowiskowe w Niemczech w kraju związkowym Brandenburgia, w powiecie Märkisch-Oderland, siedziba urzędu Märkische Schweiz.

## Geografia
Buckow (Märkische Schweiz) leży 8 km na północ od Müncheberga, nad jeziorem Schermützelsee.

## Historia

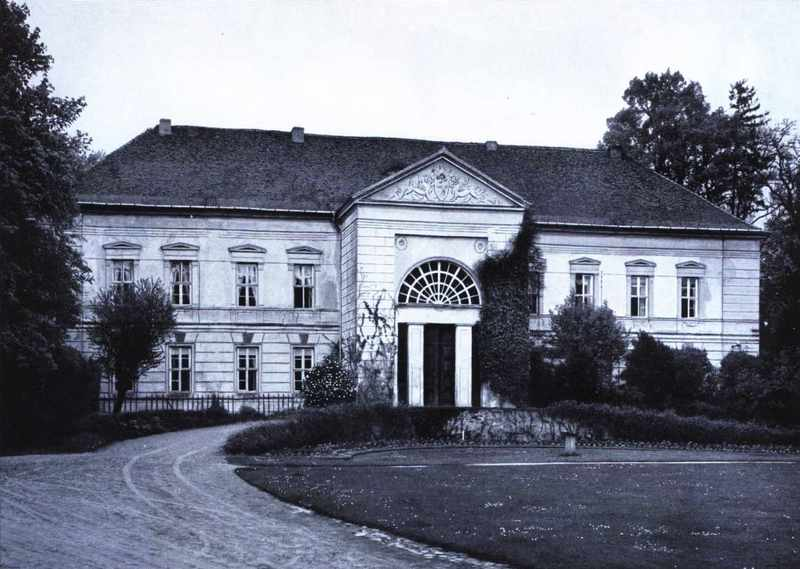
Pałac ok. 1900 roku

W XIII wieku część ziemi lubuskiej wraz z obszarem Bukowa została nadana cystersom ze Śląska przez księcia krakowskiego i śląskiego Henryka Brodatego. W 1249 ziemia lubuska została utracona przez rozbitą dzielnicowo Polskę i po trzyletniej rywalizacji arcybiskupów Magdeburga i Marchii Brandenburskiej znalazła się w całości pod panowaniem Marchii. Najstarsza zachowiana wzmianka o miejscowości pod nazwą Buchowe pochodzi z 1253 roku. W latach 1373–1415 wraz z Marchią Brandenburską Buków znajdował się we władaniu Królestwa Czech. Mimo utraty ziem przez Polskę Buków jeszcze do 1424 wraz z diecezją lubuską był podporządkowany metropolii gnieźnieńskiej. 17 kwietnia 1432 miasto zostało zniszczone przez najazd husytów. W 1550 roku zostały potwierdzone prawa miejskie Bukowa. Pod koniec XVII wieku w mieście powstał pałac i park w stylu barokowym, przebudowany w XIX wieku w stylu klasycystycznym. W 1688 właścicielem majątku został Heino Heinrich von Flemming. Buków pozostał w posiadaniu rodu Flemmingów do 1945.
W 1701 miasto zostało częścią Królestwa Prus, a w 1871 zjednoczonych Niemiec. Po II wojnie światowej w 1945 Buckow wraz z położoną na zachód od Odry częścią ziemi lubuskiej znalazło się w radzieckiej strefie okupacyjnej Niemiec (wschodnia część po 696 latach powróciła w granice Polski). W 1948 rozebrano bukowski pałac. W latach 1949–1990 część NRD. Współcześnie Buckow jest najmniejszym miastem na obszarze historycznej ziemi lubuskiej.

## Demografia
| Rok  | Populacja |
| ---- | --------- |
| 1875 | 1599      |
| 1890 | 1762      |
| 1910 | 2027      |
| 1925 | 2314      |
| 1933 | 2293      |
| 1939 | 2210      |
| 1946 | 2344      |
| 1950 | 2728      |
| 1964 | 2537      |
| 1971 | 2477      |

| Rok  | Populacja |
| ---- | --------- |
| 1981 | 2197      |
| 1985 | 2093      |
| 1989 | 2019      |
| 1990 | 1994      |
| 1991 | 1930      |
| 1992 | 1899      |
| 1993 | 1871      |
| 1994 | 1886      |
| 1995 | 1855      |
| 1996 | 1829      |

| Rok  | Populacja |
| ---- | --------- |
| 1997 | 1800      |
| 1998 | 1785      |
| 1999 | 1779      |
| 2000 | 1713      |
| 2001 | 1691      |
| 2002 | 1692      |
| 2003 | 1655      |
| 2004 | 1683      |
| 2005 | 1685      |
| 2006 | 1659      |

| Rok  | Populacja |
| ---- | --------- |
| 2007 | 1642      |
| 2008 | 1610      |
| 2009 | 1633      |
| 2010 | 1602      |
| 2011 | 1508      |
| 2012 | 1487      |
| 2013 | 1500      |
| 2014 | 1466      |
| 2015 | 1 510     |

## Zabytki

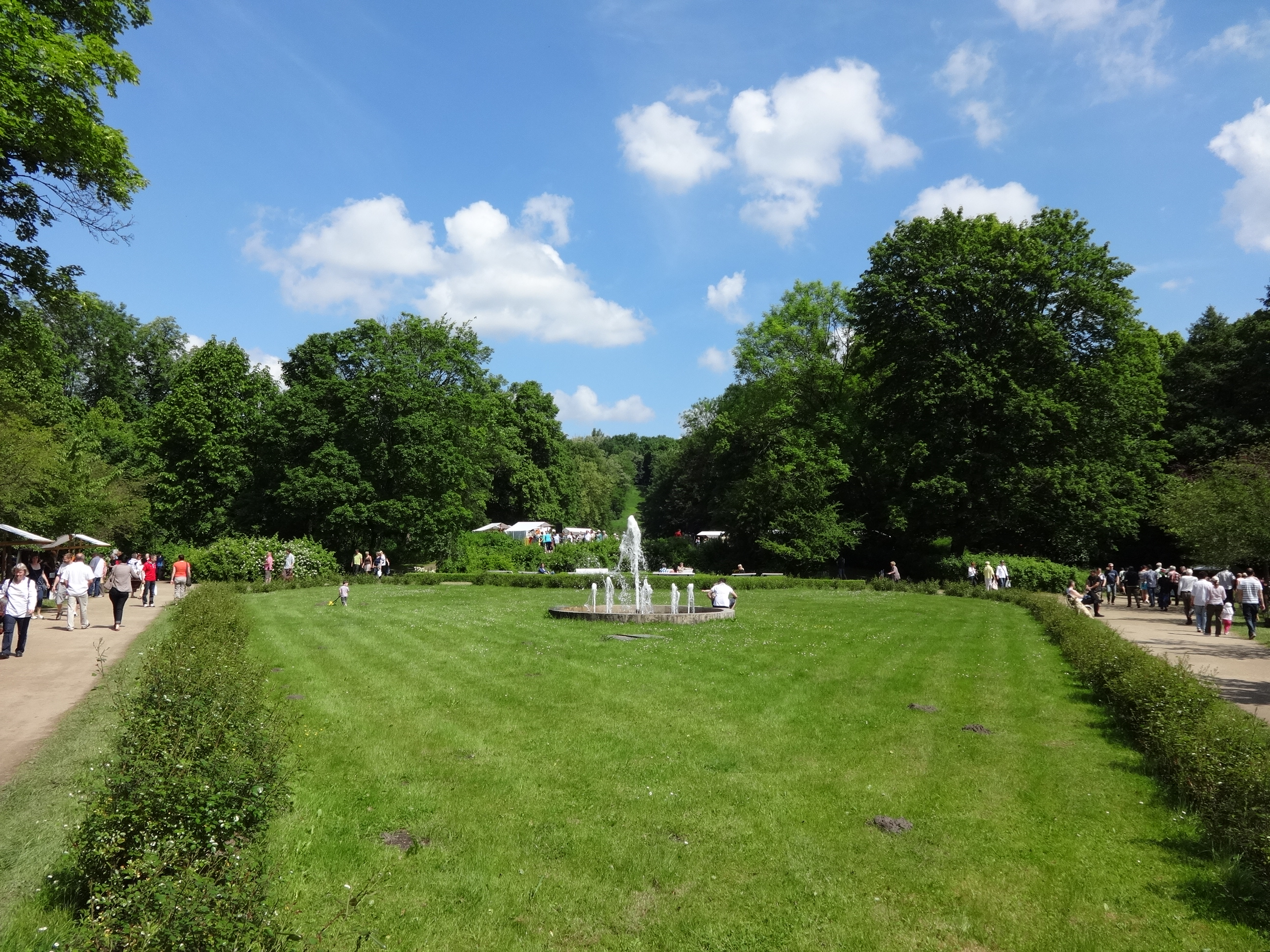
Park pałacowy

- Park pałacowy Flemmingów z XVII w. w stylu barokowym
- Kościół luterański w stylu barokowym wzniesiony po 1665 r. w miejscu spalonego kościoła średniowiecznego, zniszczony w 1945 i ponownie odbudowany w latach 1950–1951
- Rynek z historyczną zabudową i fontanną
- Młyn wodny
- Dworzec Bukowskiej Kolei Wąskotorowej (Buckower Kleinbahn) z 1897 r.
- Kościół w Hasenholz z XIII w.

## Współpraca
Miejscowości partnerskie:
- Brilon, Nadrenia Północna-Westfalia
- Łagów, Polska

## Galeria

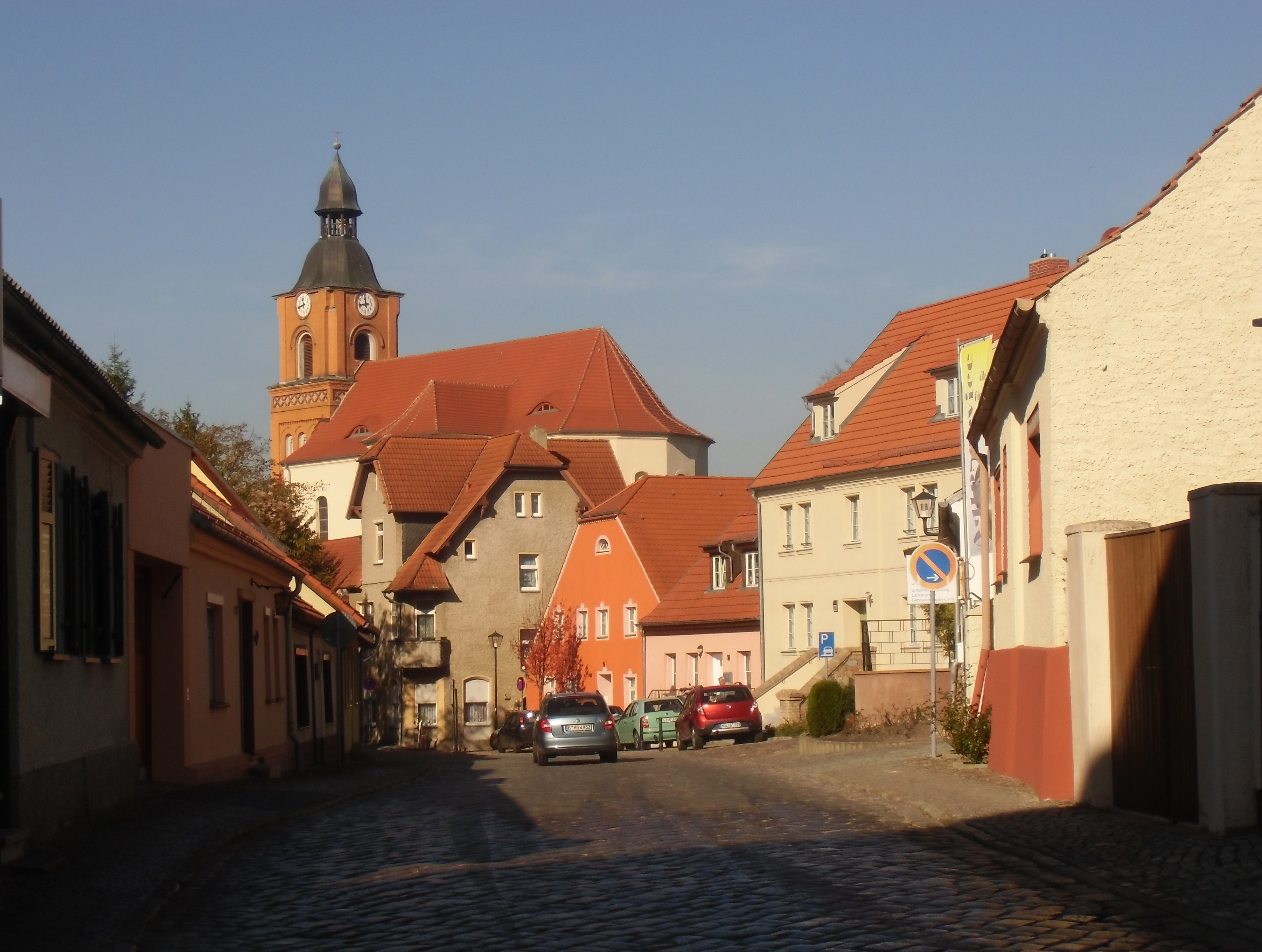
Ulica Królewska (Königstraße)
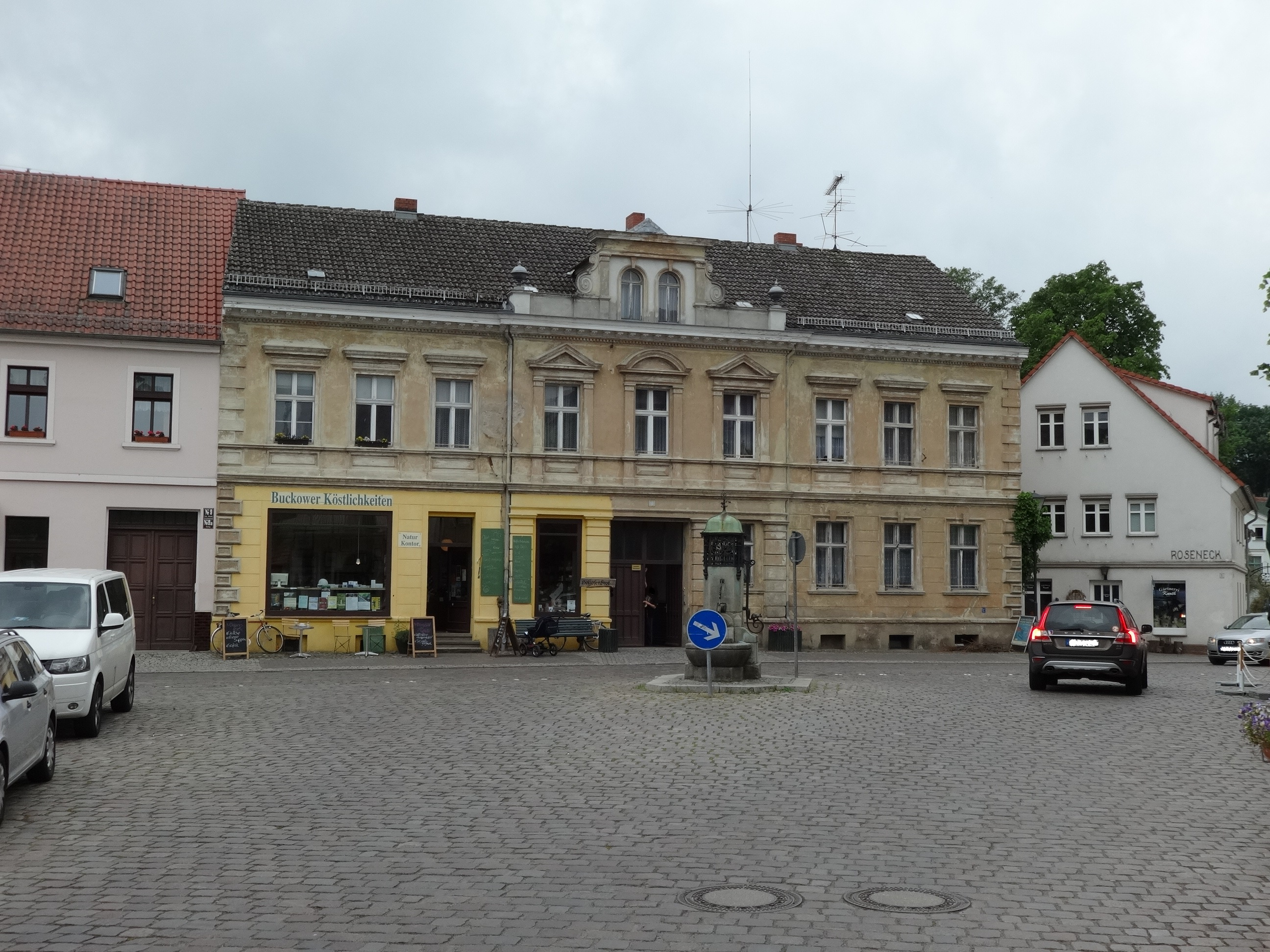
Zabudowa przy Rynku
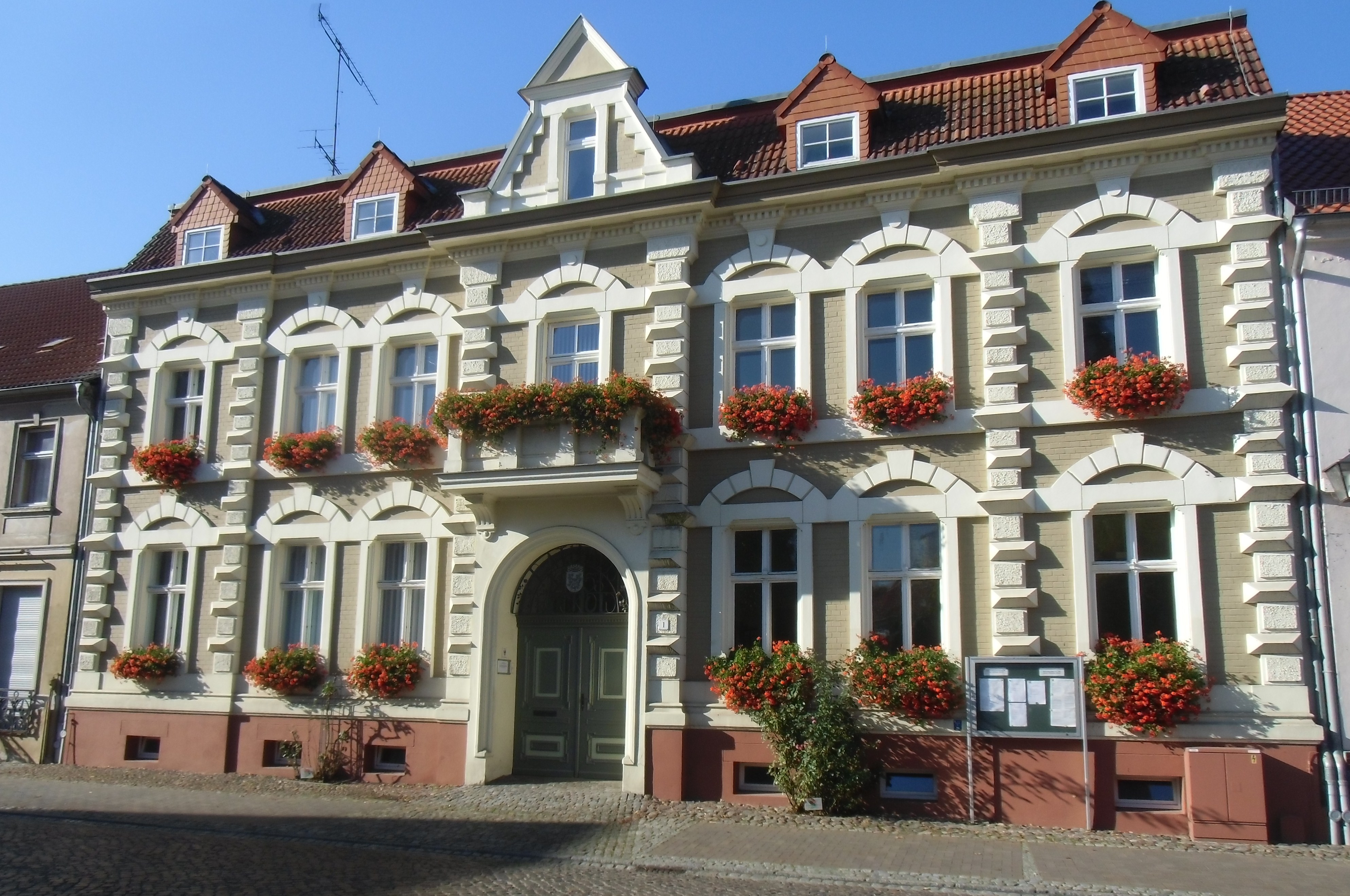
Ratusz
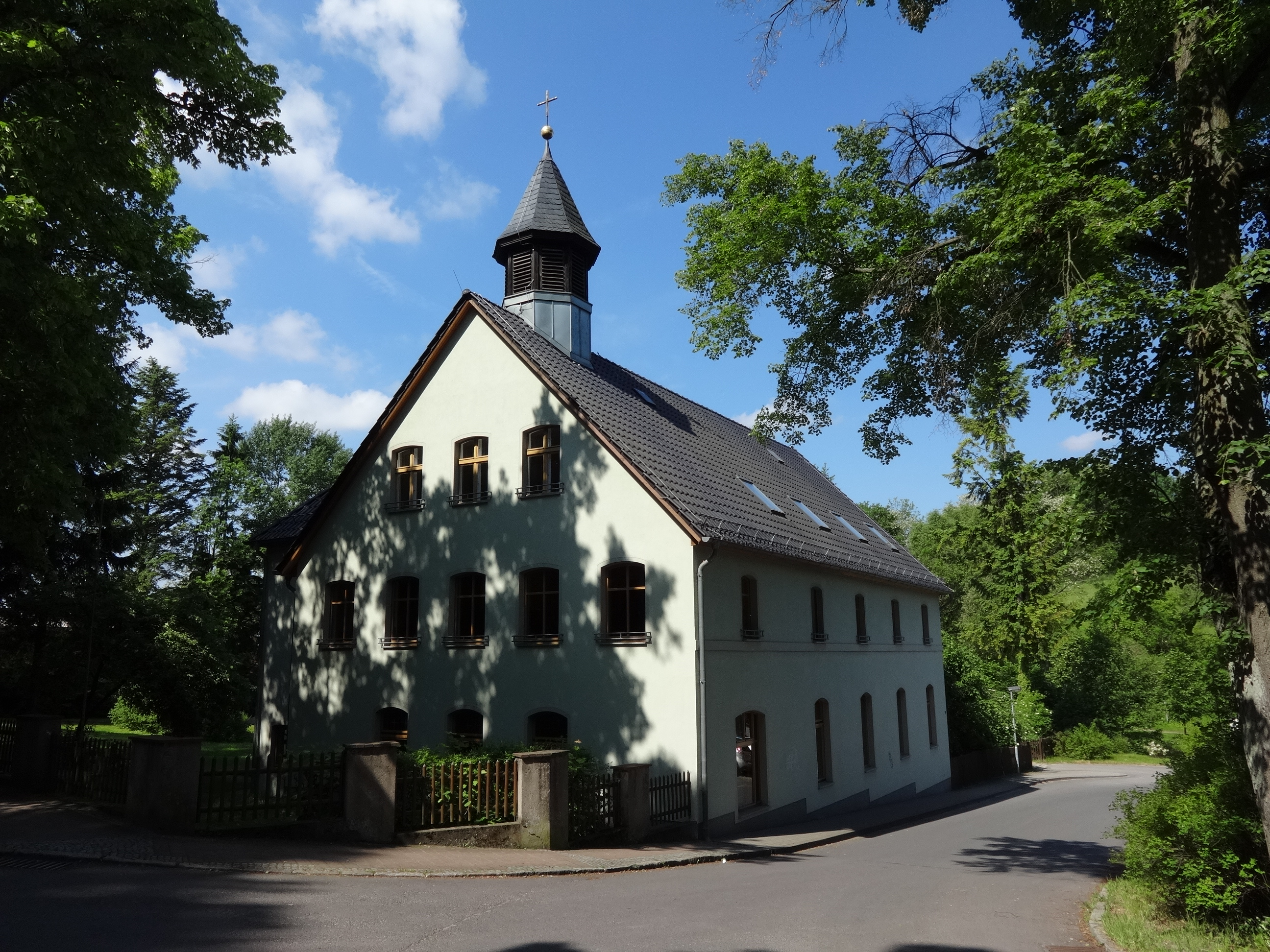
Kaplica katolicka
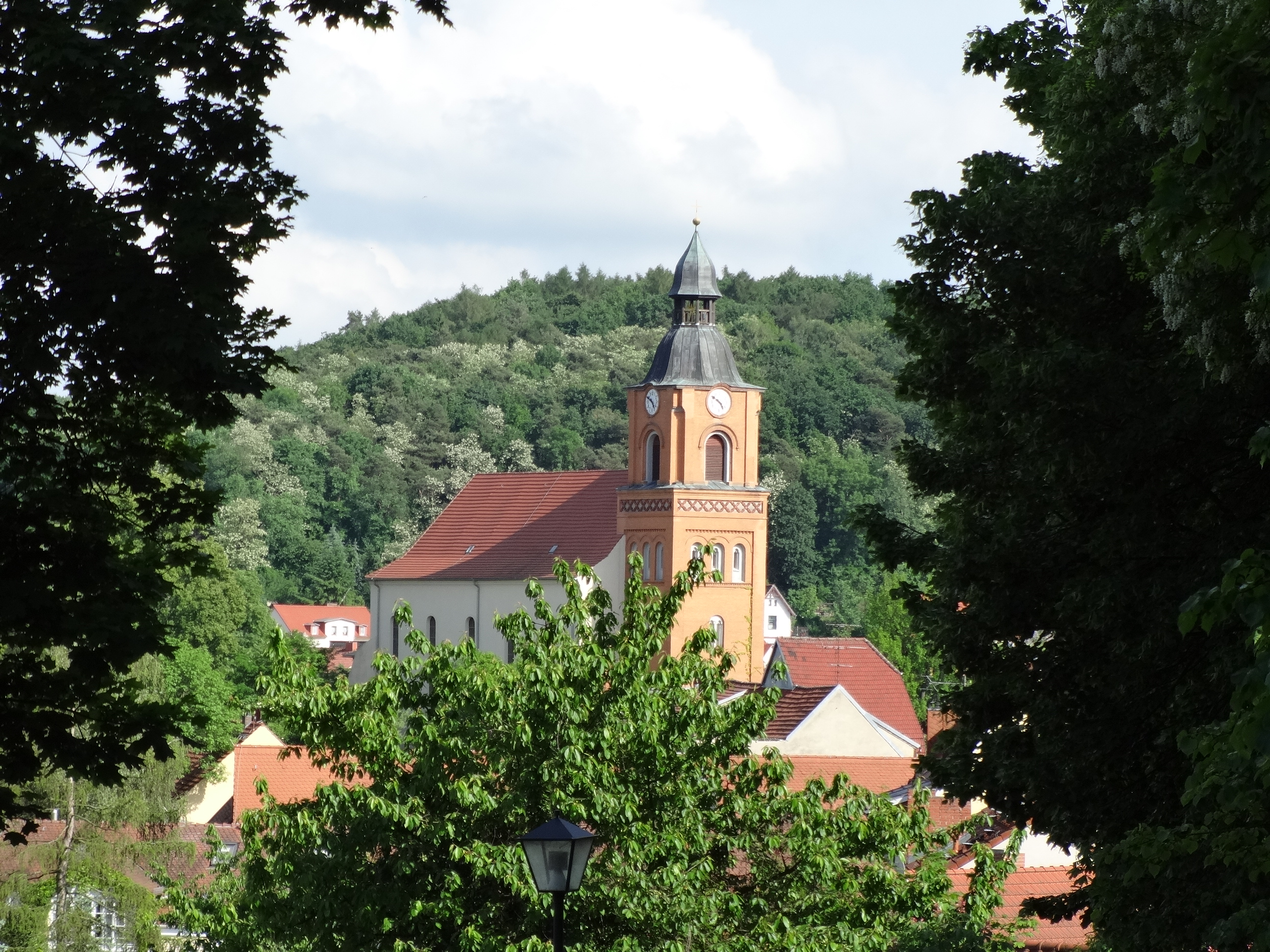
Kościół luterański
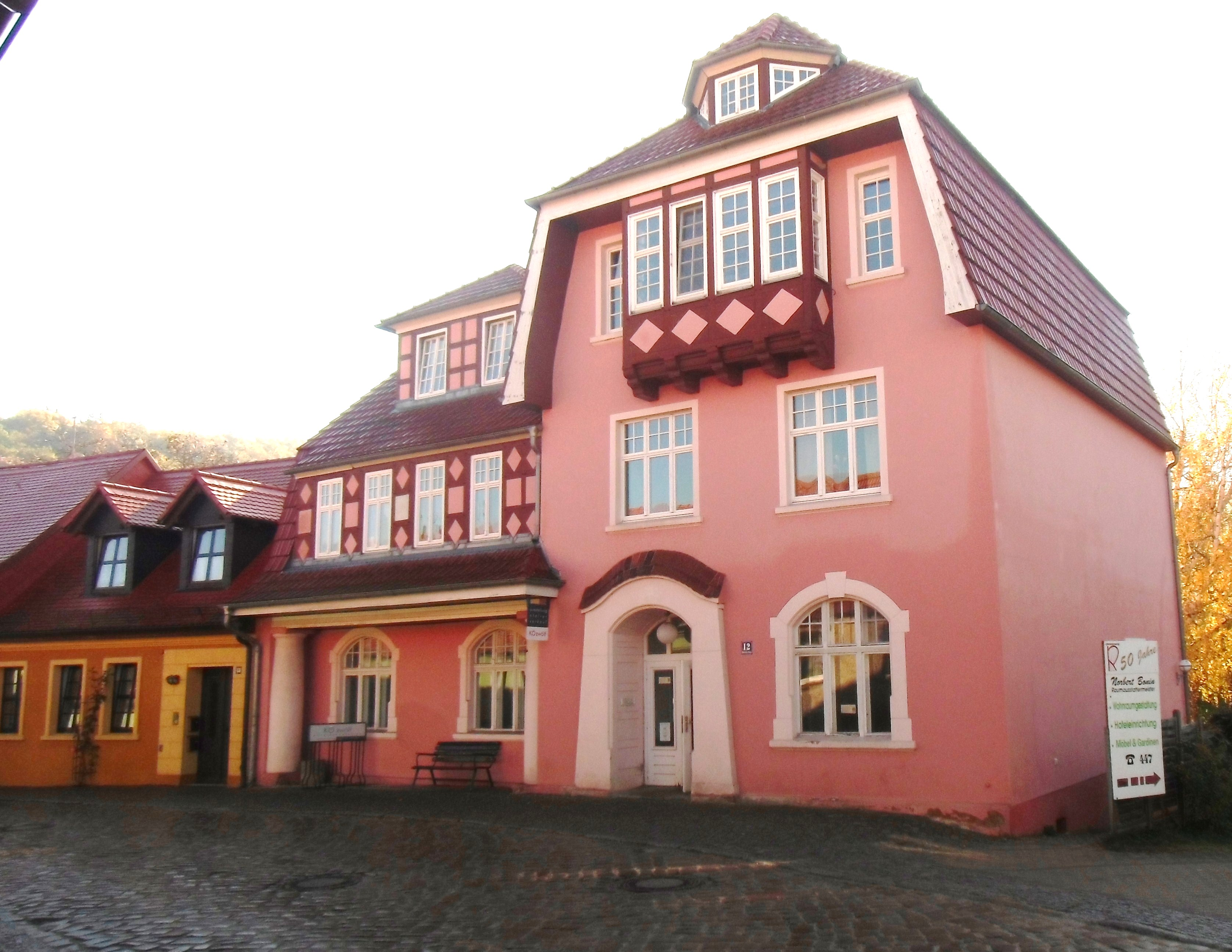
Zabudowa przy ul. Królewskiej
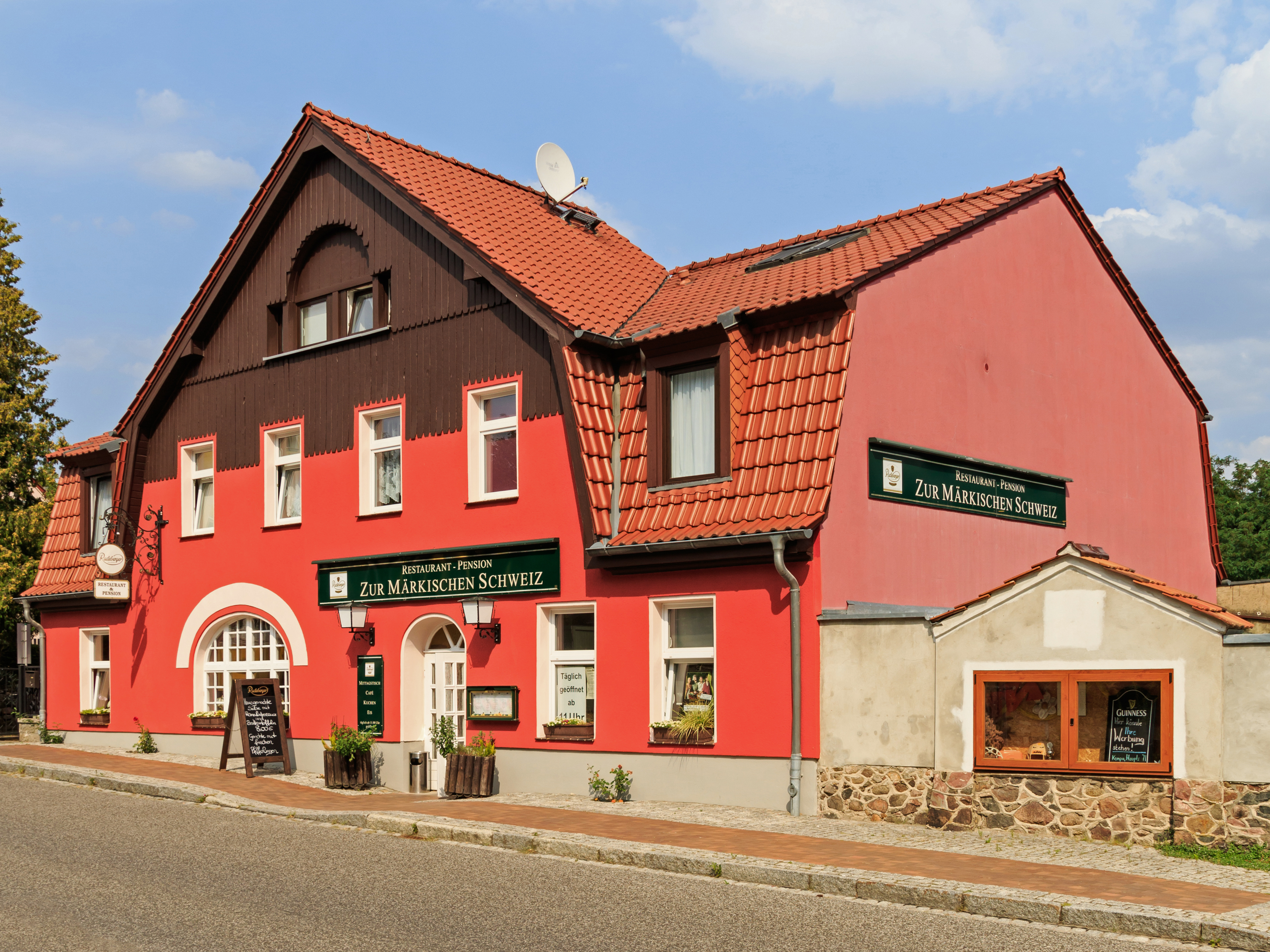
Restauracja i pensjonat
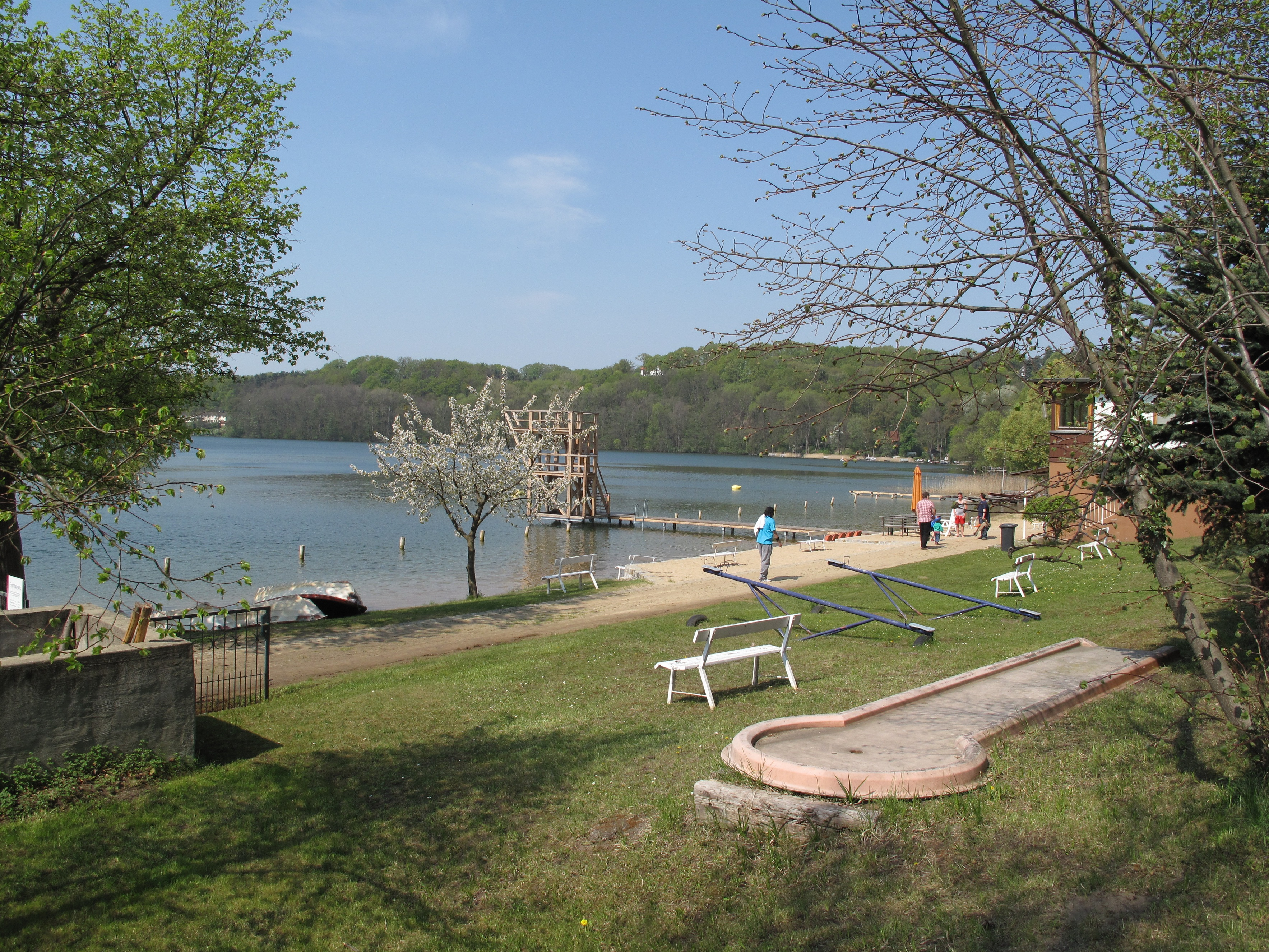
Plaża nad jeziorem
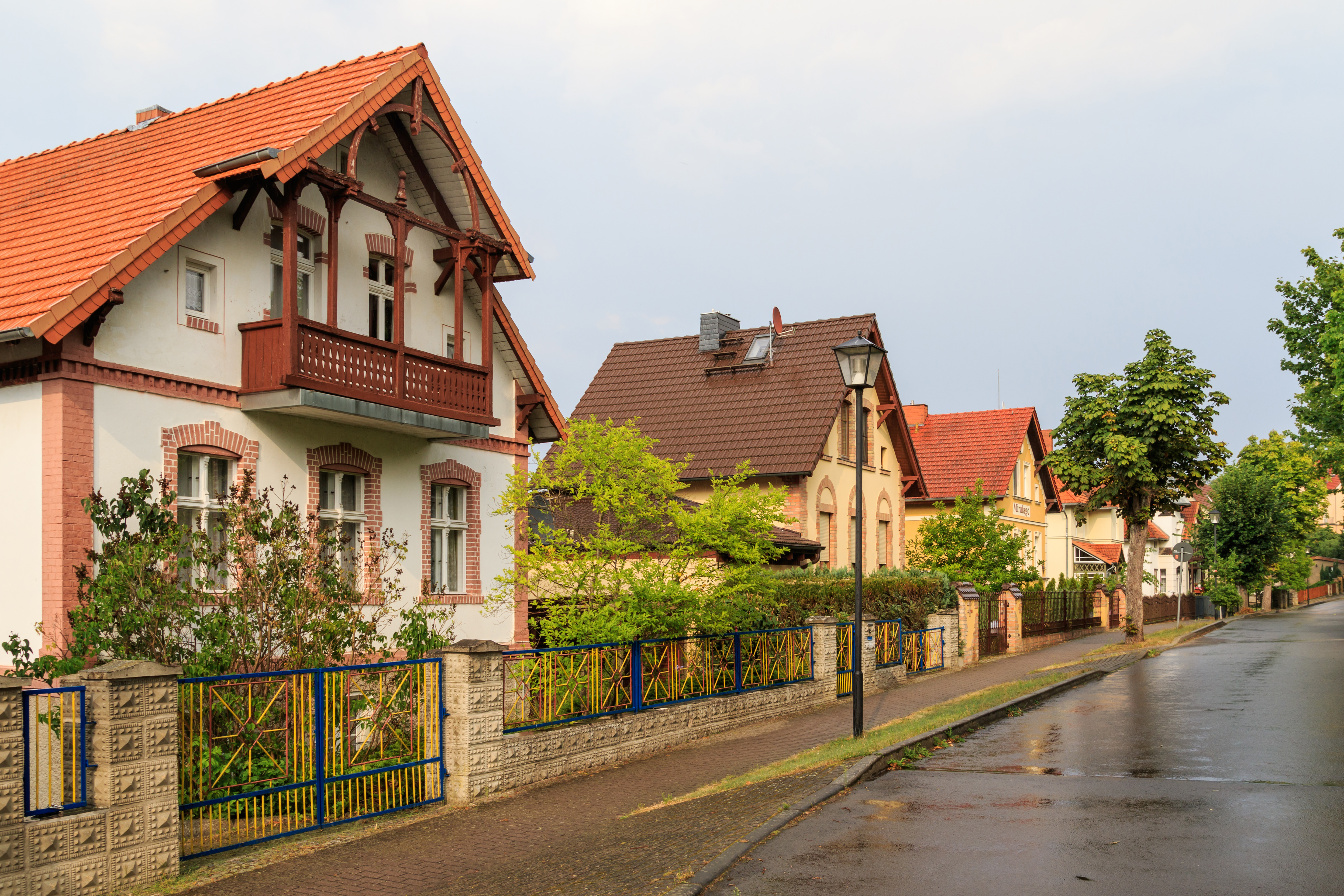
Wille